# Technomyrmex difficilis
Technomyrmex difficilis is een mierensoort uit de onderfamilie van de Dolichoderinae. De wetenschappelijke naam van de soort is voor het eerst geldig gepubliceerd in 1892 door Forel.